# Manuel Ciges Aparicio
Manuel Ciges Aparicio (Enguera, 14 de enero de 1873-Ávila, 4 de agosto de 1936) fue un escritor, periodista, traductor y político español, de significación regeneracionista y republicana, coetáneo de los escritores de la llamada generación del 98. La sublevación militar de julio de 1936 le sorprendió cuando desempeñaba el cargo de gobernador civil de Ávila, donde sería fusilado a los pocos días de comenzada la Guerra Civil.

## Biografía

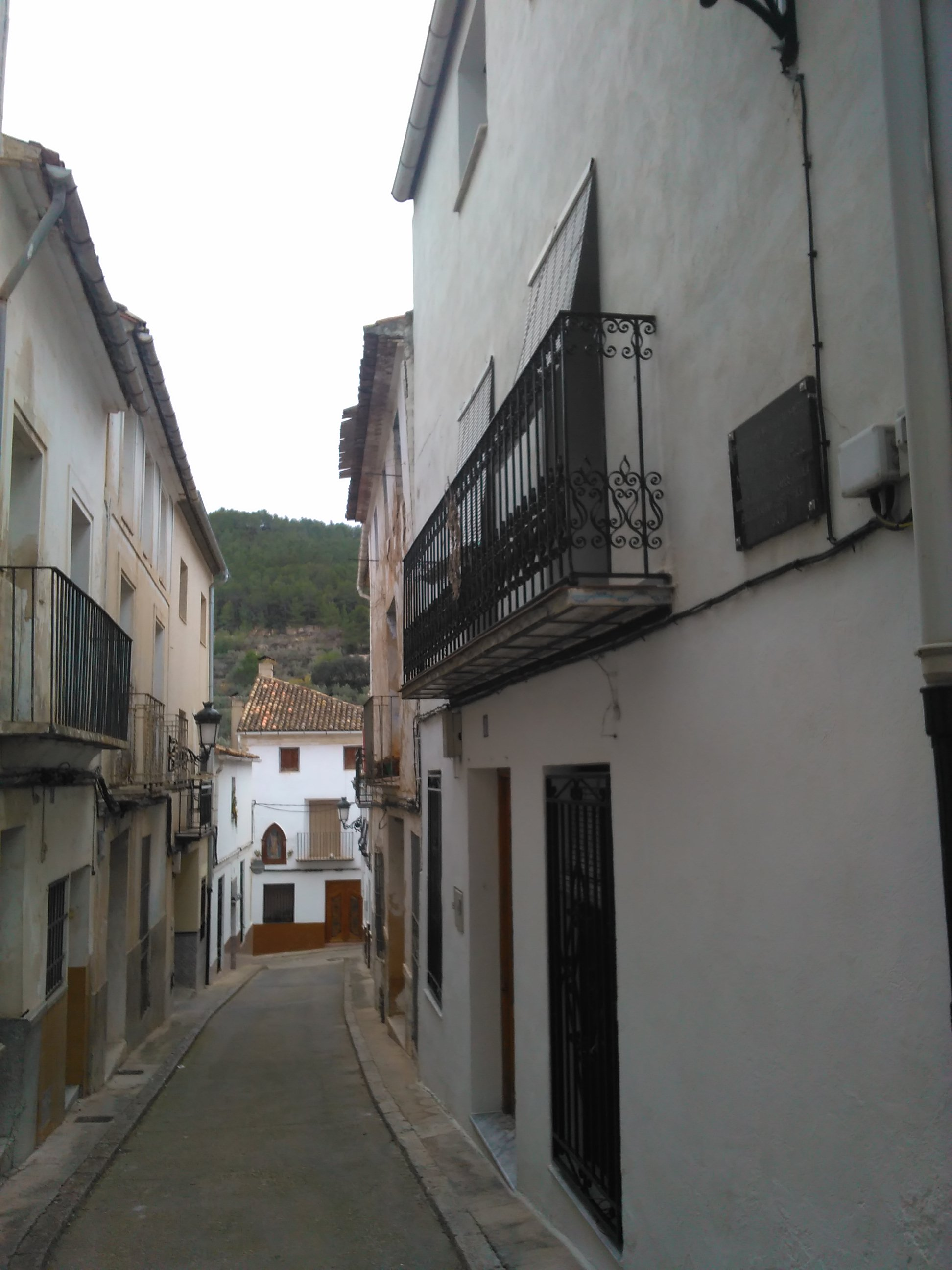
Domicilio en Enguera, antigua calle Chella hoy Calle Pedro Sucias. Se instala la madre tras morir su segundo marido.

Nacido en la localidad valenciana de Enguera el 14 de enero de 1873, cursó la segunda enseñanza en Badajoz. Desde Extremadura regresa a Enguera, donde se reencuentra con sus raíces. A principios de 1893 se incorpora al ejército, siendo destinado al Batallón de Cazadores de Figueras (curiosamente, al mando de dicho batallón, encontrará la muerte su paisano José Ibáñez Marín en 1909 en el contexto del desastre del Barranco del Lobo, uno de los escasísimos amigos que tenía en la milicia). Entre octubre y diciembre de 1893 con destino en Melilla vive sus primeros combates. Ascendido a sargento es destinado a Manresa.
Entre 1896 y 1898 es destinado a Cuba. Con anterioridad a su marcha publica dos artículos en El País, con el seudónimo de Escipión, defendiendo la autonomía de Cuba en un caso y en el otro decantándose por la revolución en la política frente a la evolución. 
En su destino llegó a sustituir en el mando a un teniente, pero acabó en la cárcel del Castillo de la Cabaña (La Habana) por haber atacado la actuación de las autoridades militares, y concretamente la del general Weyler, en una crónica que intentó enviar a L’Intransigeant de París y que fue interceptada, valiéndole la acusación de traición y corriendo el serio albur de ser fusilado. La acusación se redujo al no haberse hecho efectiva la publicación y se limitó al hecho de relacionarse con independentistas, aunque ss condenado a más de cuatro años de prisión. En 1898 es repatriado e indultado. El libro de la vida trágica: del cautiverio(1903) relata su estancia en la prisión colonial y fue un auténtico éxito, de forma que se reimprimió cuatro veces más; con él inició una tetralogía autobiográfica compuesta además por El libro de la vida doliente: del hospital (1906); El libro de la crueldad: del cuartel y de la guerra (1906) y El libro de la decadencia: del periodismo y la política (1907). Según Rafael Cansinos Assens, Ciges, que era "Tácito convertido en novelista" hizo con esta tetralogía unas "memorias literarias de un español que narra sin énfasis alguno la vicisitudes de una juventud azarosa". Fue precisamente Ciges quien puso en contacto a Cansinos con la editorial Aguilar, de la que sería traductor durante el resto de su vida. Vivió algún tiempo en París.

Consuelo Martínez Ruiz y Manuel Ciges Aparicio, con su hijo Manuel al brazo.

De ideología republicana y amigo de Manuel Azaña, denunció desde la prensa (fue colaborador de Vida Nueva y de El País, y redactor de El Imparcial) las manipulaciones políticas y las injusticias generalizadas del sistema canovista salido de la Restauración borbónica. Fue además director de El Progreso de Zaragoza (1903-1907). Por encargo de Vida Nueva se trasladó a Mieres para informar acerca de la represión que siguió a la «Huelgona» de 1906 y tras residir aquí unos meses escribió la novela Los vencedores, en la que retrata la vida de las diferentes clases sociales de la villa durante esas fechas. La crítica que contienen sus páginas a la familia Gilhou, propietaria de la Fábrica de Mieres en cuyas minas se había desarrollado el conflicto, determinó que fuese perseguido y amenazado por el llamado «gabinete negro» hasta que tuvo que abandonar la región. Los vencedores se publicó en 1908 y todos los ejemplares que llegaron a Asturias fueron adquiridos por los dueños de la Fábrica. Dos años más tarde vería la luz Los vencidos (1910), donde el autor retrataba la vida en otras dos cuencas mineras: Río Tinto y Almadén. Posteriormente puso a estos dos reportajes novelados el título colectivo de Las luchas de nuestros días. Se inicia así una corriente de periodismo social y combativo que tuvo sus jalones en Viaje a la aldea del crimen, de Ramón J. Sender; En el país de los bubis, de José Más, prologado por Miguel de Unamuno y La España desconocida y tenebrosa, de Alardo Prats y Beltrán, que sigue en la actualidad en Caminando por las Hurdes de Armando López Salinas y Antonio Ferres.

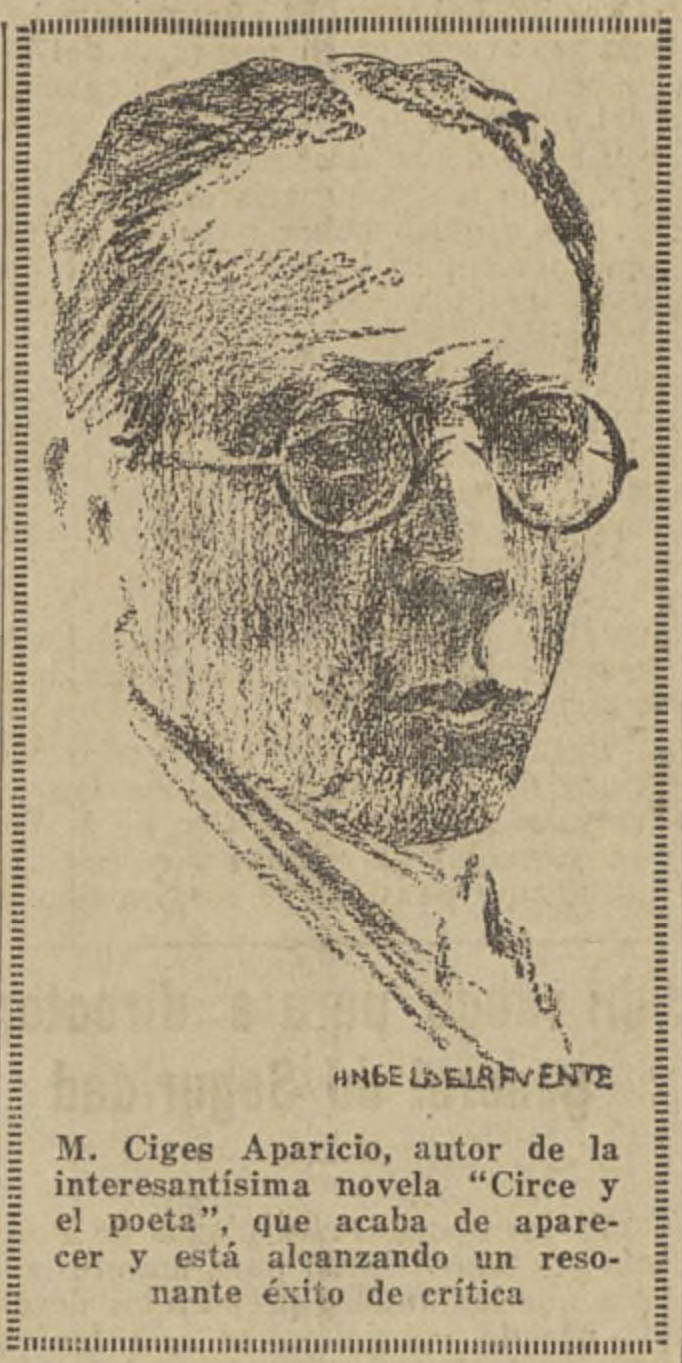
Retratado en El Liberal con motivo de la publicación de su novela Circe y el poeta (1926)

Después de escribir estas novelas Ciges Aparicio fue director literario de la sección española de la casa editorial Michaud entre 1911 y 1914. En estas funciones contrató como corrector de pruebas a una de las futuras glorias de la edición española, Manuel Aguilar. En Entre la paz y la guerra: Marruecos (1912), escrito un año después de la catástrofe del Barranco del Lobo, se llama a la conciencia nacional para impedir los afanes del militarismo revanchista. "La guerra es un desastre para España", escribe Ciges. Se casó con Consuelo Martínez Ruiz, hermana de Azorín; de esta relación nacerían cuatro hijos; Manuel, Luis, que se convertiría en realizador y actor de cine, Purificación y Carlos. Durante un breve tiempo volvió a Zaragoza para ser director de La Voz de Aragón, en 1928. Otras obras suyas son una biografía de Joaquín Costa (Joaquín Costa, el gran fracasado, 1930) y, en 1932, el estudio histórico (España bajo la dinastía de los Borbones, 1701-1931). Militante de Izquierda Republicana y hombre de confianza de Manuel Azaña, fue gobernador civil de Baleares durante los primeros años de la República, donde destacó persiguiendo la piratería y el contrabando. En 1935 cambió su puesto de gobernador civil en Baleares por el de Santander y luego por el de Ávila, que estaba encomendado al también escritor y miembro de Izquierda Republicana Antonio Espina. Allí murió fusilado por las tropas sublevadas el 4 de agosto de 1936, en los primeros días de la Guerra Civil.

## Obra

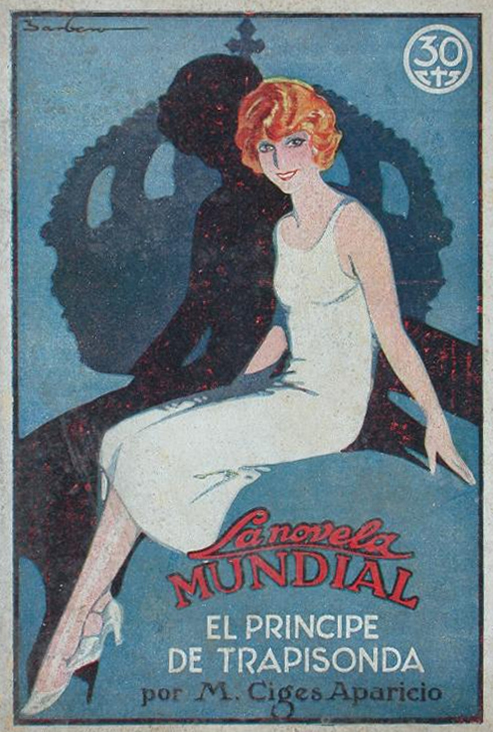
El príncipe de Trapisonda

Se considera a Ciges Aparicio un miembro menor de la generación del 98 bastante próximo al naturalismo, al estilo de Vicente Blasco Ibáñez. En sus novelas intenta reflejar la España real y rural, mezquina, empobrecida y miserable. El vicario (1905) trasciende todo anticlericalismo para revelar la figura de un sacerdote preocupado realmente por las responsabilidades del hombre en sus aspectos materiales y terrenales, prefigurando el San Manuel Bueno, mártir, de Unamuno. En La romería (1910) y Villavieja (1914) se desvela toda la brutalidad implícita en una sociedad analfabeta y corrompida, descrita sin misticismo ni idealismo. El juez que perdió la conciencia (1925) es autobiográfica al revelar sus propias experiencias como candidato a las elecciones de 1923, y resulta una ilustración del regeneracionismo según Costa y su visión del caciquismo político español. Se desvela toda la rica gama de enredos, aseñanzas, trucos, palos, encarcelamientos de contrarios, enchufismo, etc. en que consistía una elección para diputados, que hoy parece imposible. El final es desoladoramente pesimista. Circe y el poeta (1926) retrata las aventuras de un revolucionario y poeta español en el París de 1914. Muy diferente es su última novela, Los caimanes, (1931), que intenta reflejar la problemática de la España rural y su envidia, mezquindad y egoísmo.

### Narrativa
- El libro de la vida trágica: del cautiverio (1903).
- El vicario (1905).
- La honra del pueblo (Madrid: Rivadeneyra, s.a.).
- El libro de la vida doliente: del hospital (1906).
- El libro de la crueldad: del cuartel y de la guerra (1906).
- El libro de la decadencia: del periodismo y la política (1907).
- La venganza (Madrid: El Cuento Semanal, 1909).
- El principe de Trapisonda (Madrid, 1927).
- Prosperidad y ruina de un nuevo rico (Madrid: Rivadeneyra, 1928).
- La romería: Novela (Valencia: F. Sempere y Comp.ª, 1910).
- Villavieja: Novela (Madrid: Jaime Ratés Martin, 1914).
- El juez que perdió la conciencia (1925).
- Circe y el poeta (1926).
- Los caimanes (1931).

### Otras obras
- Los vencedores (Madrid: M. Pérez Villavicencio, editor, 1908).
- Los vencidos (Madrid: Librería de los Sucesores de Hernando, 1910).
- Entre la paz y la guerra (Marruecos) (Madrid: Imp. de Juan Pueyo, 1912).
- Joaquín Costa El gran fracasado (Bilbao: Espasa Calpe, 1930).
- Joaquín Costa: siglo XIX (Madrid: M. Aguilar editor, 1934).
- España bajo la Dinastía de los Borbones. 1701-1931 (Madrid, Aguilar, 1932).
- M. Ciges Aparicio y F. Peyró Carrió, Los dioses y los héroes: mitología popular: oriental, greco-romana, escandinava, celto-ibera, americana (Madrid: Daniel Jorro, 1912).

### Traducciones
- John Ruskin, "Unto this last" = (hasta este último): estudios sociales: cuatro estudios sobre los primeros principios de economía política: las raíces del honor, las venas de la riqueza, qui judicatis terram, ad valorem; traducción... del inglés de M. Ciges Aparicio. Madrid: José Blass y Cia., 1906.
- John Ruskin, Estudios Sociales: cuatro estudios sobre los primeros principios de Economía Política: Las raíces del Honor... Las venas de la Riqueza... qui Judicatis Terram. Ad Valorem Madrid: Libr. de Fernando Fe, s.a.
- Fustel de Coulanges, La ciudad antigua: estudio sobre el culto, el derecho, las instituciones de Grecia y Roma traducción de M. Ciges Aparicio. Madrid: Daniel Jorro, 1931
- La evolución de las condiciones del trabajo en la Rusia de los Soviets: estudios y documentos traducción del francés por M. Ciges Aparicio Madrid: M. Aguilar, s. a.
- Juan Jaurès, Acción socialista Traducción de M. Ciges Aparicio Barcelona: s.n., 1906
- Anatole France, El jardín de Epicuro versión española de la duodécima edición francesa por M. Ciges Aparicio. Barcelona: Imp. Henrich y Cª, 1904
- Anatole France, El pozo de Santa Clara. Traducción de M. Ciges Aparicio. Madrid: A. Marzo de 1906
- Gulielmo Ferrero, Grandeza y decadencia de Roma. Traducción de M. Ciges Aparicio Madrid: L. Faure: Daniel Jorro, 1908-1909
- John Ruskin, Lo que nos han contado nuestros padres: la Biblia de Amiens: bosquejo de la Historia del Cristianismo; traducción de M. Ciges Aparicio. Madrid: Ginés Carrión, 1907
- John Ruskin, Munera pulveris: (sobre Economía política) traducción del inglés por M. Ciges Aparicio. Madrid: s.n., 1907
- Carlos Malato, Revolución cristiana y Revolución social. Traducción de M. Ciges Aparicio. Madrid: Alfredo Verdugo, 1903
- Cesar Moreau de Jonnés, Los tiempos mitológicos: ensayo de reconstitución histórica cosmogonías, El libro de los muertos, Sanchoniaton, El Génesis, Hesiodo, el Avesta; traducción de M. Ciges Aparicio. Madrid: Ginés Carrión, 1910